# 仲俣暁生

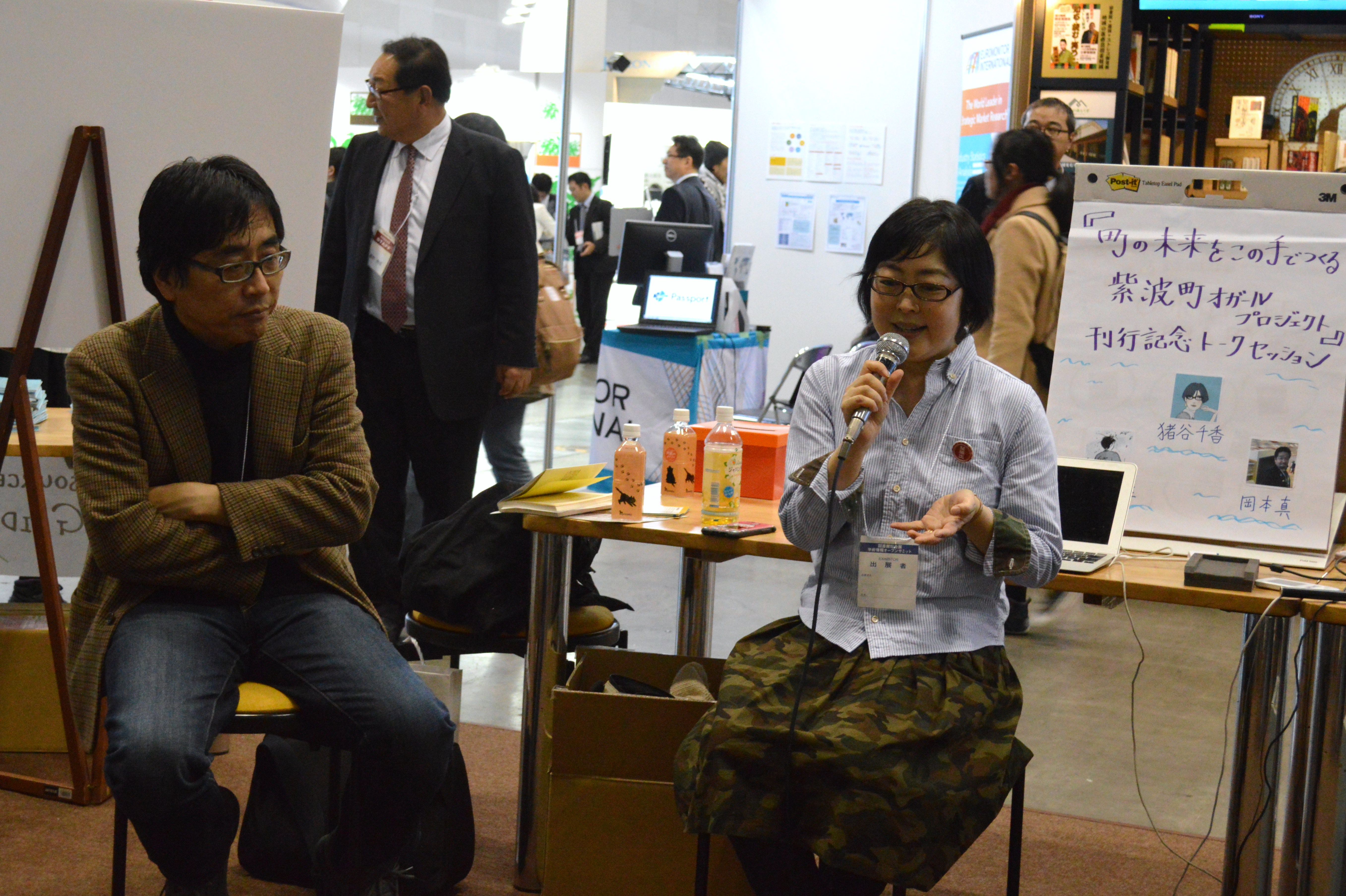
トークイベントで司会を務める仲俣暁生（左）

仲俣 暁生（なかまた あきお、1964年2月9日 - ）は、日本のフリーランス編集者、文筆家、大正大学表現学部表現文化学科教授。「マガジン航」発行人兼編集人。かつて別冊宝島などで「水本犬太郎」というペンネームを使っていた。

## 略歴
東京都出身。千葉県立船橋高等学校、早稲田大学政治経済学部政治学科卒業。情報誌｢シティロード｣、コンピュータ文化誌「ワイアード」日本版、「季刊・本とコンピュータ」の編集に携わる。
武蔵野美術大学、横浜国立大学、日本エディタースクールで非常勤講師、2022年より大正大学表現学部表現文化学科で任期制教授。文化系トークラジオ「Life」のサブパーソナリティも務めるなど、活動は多岐に渡る。

## 著書
- 『文学:ポスト・ムラカミの日本文学 カルチャー・スタディーズ』（朝日出版社、2002年）
- 『極西文学論―West way to the world』（晶文社、2004年）
- 『“ことば”の仕事』（原書房、2006年）
- 『再起動 (リブート) せよと雑誌はいう』（京阪神エルマガジン社、2011年）
- 『失われた娯楽を求めて - 極西マンガ論』（駒草出版、2018年）
- 『数理的発想法 : "リケイ"の仕事人12人に訊いた世界のとらえかた、かかわりかた』（翔泳社、2018年）
- 『失われた「文学」を求めて 文芸時評編』（つかだま書房、2020年）

### 編書
- 『いまの生活「電子社会誕生」 : 日本語ワープロからインターネットまで』（赤木昭夫 [ほか]監修、晶文社、1998年）

### 共著
- 『「鍵のかかった部屋」をいかに解体するか』（舞城王太郎、愛媛川十三と、バジリコ、2007年）
- 『編集進化論 : editするのは誰か?』（編集部と、フィルムアート社、2010年）
- 『グラビア美少女の時代』（細野晋司、山下敦弘、濱野智史、山内宏泰福川芳郎鹿島茂と、集英社、2013年）

### 記事等
- CiNii>仲俣暁生